# Carl Zeller

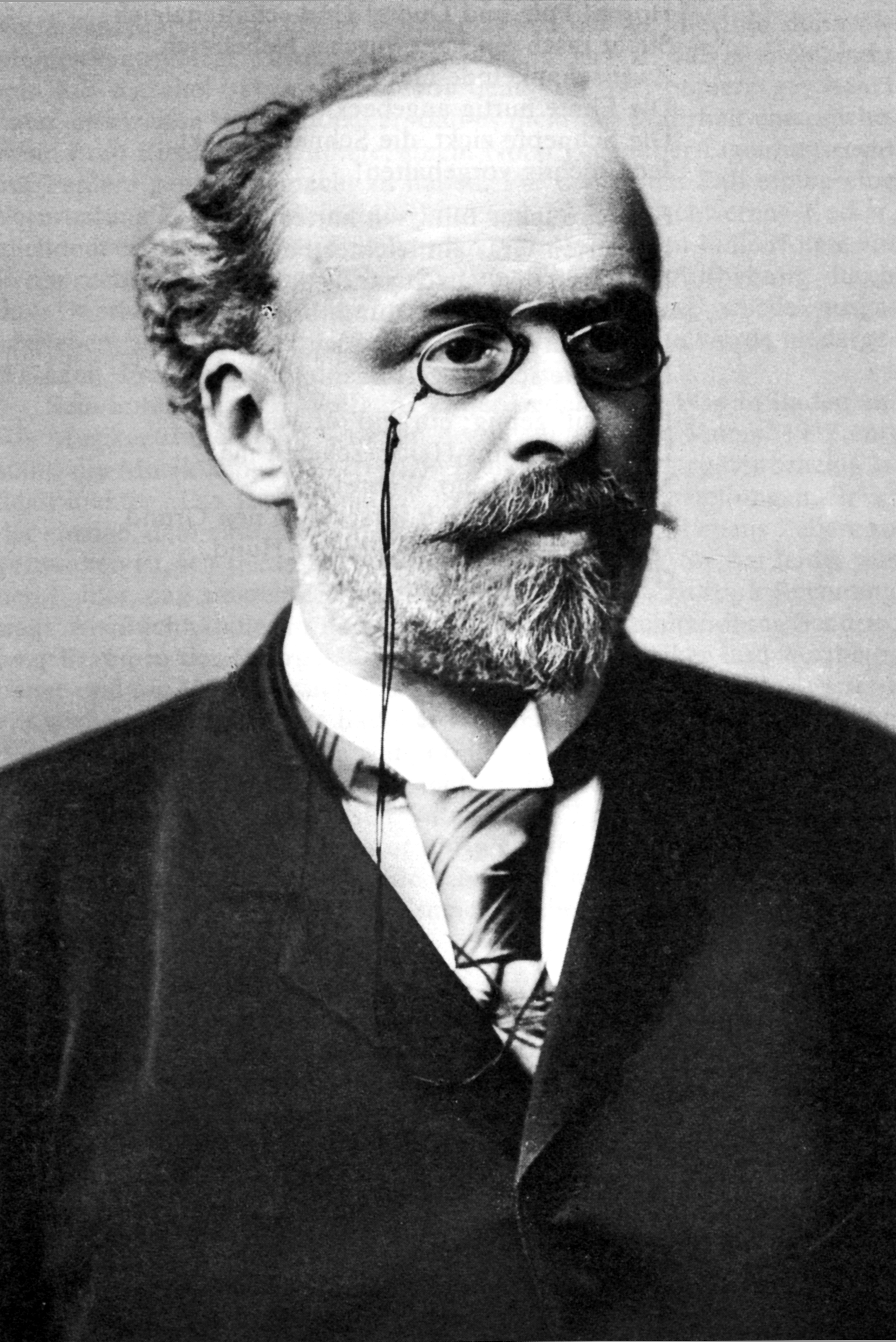
Carl Zeller

Carl Adam Johann Nepomuk Zeller, född 19 juni 1842 i Sankt Peter in der Au, död 17 augusti 1898 i Baden nära Wien, var en österrikisk jurist och kompositör.

## Biografi
Zeller var enda barnet till ett läkarpar i staden Sankt Peter in der Au. Han hade en god röst och sjöng i en gosskör i Wien innan han började studera både musik och juridik vid Wiens universitet. Han blev statstjänsteman vid undervisningsministeriet, men komponerade på ledig tid sånger, körverk och ett antal operetter, varav den mest kända är Der Vogelhändler (svenska:Fågelhandlaren) som tillkom 1891 och hade svensk urpremiär två år senare. 
Alla libretton skrev av Moritz West (ibland tillsammans med Zeller) och ofta även i samarbete med Ludwig Held.
Efter en halkolycka 1895 var han sjuklig de sista åren av sitt liv. Därtill kom en publik skandal efter en arvstvist som ledde till en fängelsedom för mened 1897 och avsked från ministeriet. Zeller dog i lunginflammation 56 år gammal.

## Verk

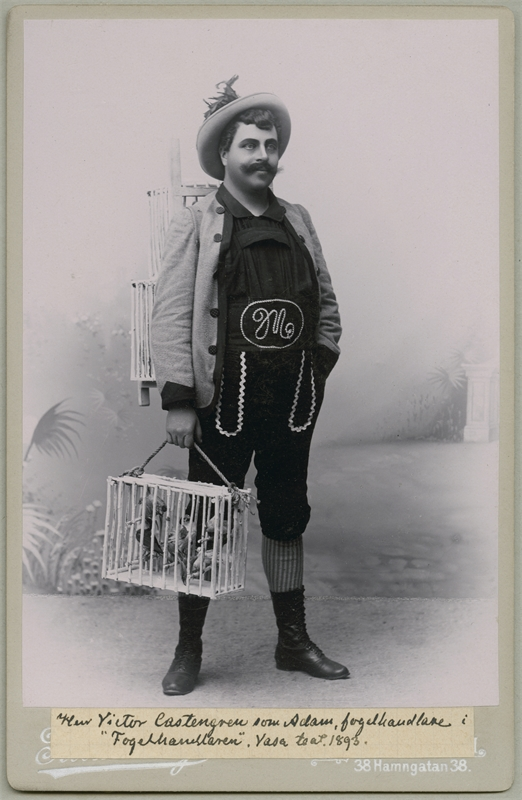
Victor Castegren i titelrollen som Fågelhandlaren vid det svenska uruppförandet 1893.

### Komisk opera
- 1876 – Joconde

### Operetter
- 1878 – Die Fornarina
- 1880 – Capitän Nicoll, oder Die Carbonari
- 1886 – Der Vagabund = Landsvägsriddarna (Stockholm 1887)
- 1891 – Der Vogelhändler = Fågelhandlaren (Stockholm 1893)
- 1894 – Der Obersteiger
- 1901 – Der Kellermeister (Postumt fullbordad)